# Campeonato Gaúcho de Futebol Americano
O Campeonato Gaúcho de Futebol Americano, também conhecido como Gaúchão de Futebol Americano é o torneio realizado por equipes masculinas de Futebol Americano do estado do Rio Grande do Sul, tendo sido disputado na modalidade nopads até 2011, passando a ser disputado na modalidade fullpads a partir de 2012.

## História
No fim do ano de 2008 foi realizado em Santa Cruz do Sul o primeiro torneio gaúcho de futebol americano, disputado pelas quatro equipes existentes no estado até então: Porto Alegre Pumpkins, Porto Alegre Predadores, Bagé Baguals e Santa Cruz do Sul Chacais. O torneio foi disputado em partidas de 40 minutos corridos em apenas um dia. Todas as equipes jogaram entre si, classificando as duas primeiras colocadas a realizar uma final, que foi vencida pelo Porto Alegre Pumpkins sobre o Santa Cruz do Sul Chacais por 14-7, consagrando o time porto-alegrense como primeiro campeão estadual.

### Campeonato Gaúcho 'Nopads'
Após um ano de pausa em 2009, as equipes gaúchas voltaram a organizar o torneio em 2010. A Primeira edição contou com a participação de 6 equipes, e a vitória do Porto Alegre Pumpkins no 1º Gaúcho Bowl. Com a adesão das equipes do Porto Alegre Pumpkins em 2010 e do Santa Cruz do Sul Chacais em 2011 na Liga Brasileira de Futebol Americano (LBFA), as duas equipes mais tradicionais do Futebol Americano migraram para o uso de equipamentos e abandonaram o campeonato, que seguiu na modalidade nopads na temporada 2011, que terminou com o título do Santa Maria Soldiers, após uma vitória por W.O. diante do Porto Alegre Bulls.

### Campeonato Gaúcho 'Fullpads'
Passou a ser disputado a partir do ano de 2012. Na primeira edição apenas as equipes do Porto Alegre Pumpkins e do Santa Maria Soldiers, em duas partidas, batizadas de "Duelo de Campeões", por ocorrer entre as duas únicas equipes que já haviam levantado a taça. O Porto Alegre Pumpkins sagrou-se campeão pela terceira vez, ao vencer com o placar agregado de 34 - 33.

## Edições
| 2008 | Porto Alegre Pumpkins | Santa Cruz do Sul Chacais | 4 |
| 2010 | Porto Alegre Pumpkins | Santa Cruz do Sul Chacais | 6 |
| 2011 | Santa Maria Soldiers  | Porto Alegre Bulls        | 3 |

| 2012 | Porto Alegre Pumpkins    | Santa Maria Soldiers      | 2  |
| 2013 | Santa Maria Soldiers     | Ijuí Drones               | 3  |
| 2014 | Porto Alegre Pumpkins    | Santa Cruz do Sul Chacais | 3  |
| 2015 | Juventude F.A.           | Porto Alegre Pumpkins     | 7  |
| 2016 | Santa Maria Soldiers     | Juventude F.A.            | 10 |
| 2017 | Santa Maria Soldiers     | Juventude F.A.            | 12 |
| 2018 | Santa Maria Soldiers     | Porto Alegre Gorillas     | 15 |
| 2019 | Santa Maria Soldiers     | Bulldogs FA               | 10 |
| 2022 | Santa Maria Soldiers     | Porto Alegre Pumpkins     | 8  |
| 2023 | Santa Maria Soldiers     | Porto Alegre Pumpkins     | 6  |
| 2025 | Bravos Futebol Americano | Santa Maria Soldiers      | 4  |

## Títulos por equipe
| Equipe                    | Títulos                                            | Vice-campeonatos     |
| ------------------------- | -------------------------------------------------- | -------------------- |
| Santa Maria Soldiers      | 8 (2011, 2013, 2016, 2017, 2018, 2019, 2022, 2023) | 1 (2012)             |
| Porto Alegre Pumpkins     | 4 (2008, 2010, 2012, 2014)                         | 3 (2015, 2022, 2023) |
| Juventude FA              | 1 (2015)                                           | 2 (2016, 2017)       |
| Bravos Futebol Americano  | 1 (2025)                                           | -                    |
| Santa Cruz do Sul Chacais | -                                                  | 3 (2008, 2010, 2014) |
| Porto Alegre Gorillas     | -                                                  | 1 (2018)             |
| Porto Alegre Bulls        | -                                                  | 1 (2011)             |
| Ijuí Drones               | -                                                  | 1 (2013)             |
| Bulldogs FA               | -                                                  | 1 (2019)             |

## Títulos por cidade
| Cidade            | Títulos                                            | Vice-campeonatos                 |
| ----------------- | -------------------------------------------------- | -------------------------------- |
| Santa Maria       | 8 (2011, 2013, 2016, 2017, 2018, 2019, 2022, 2023) | 1 (2012)                         |
| Porto Alegre      | 5 (2008, 2010, 2012, 2014, 2025)                   | 5 (2011, 2015, 2018, 2022, 2023) |
| Caxias do Sul     | 1 (2015)                                           | 2 (2016, 2017)                   |
| Santa Cruz do Sul | -                                                  | 3 (2008, 2010, 2014)             |
| Ijuí              | -                                                  | 1 (2013)                         |
| Venâncio Aires    | -                                                  | 1 (2019)                         |